# Richard Russo
Richard Russo (født 15. juli 1949) er en amerikansk lærer og forfatter af romaner, noveller og skuespil.

## Barndom, ungdom og uddannelse
Russo blev født Johnstown i staten New York, USA, og han voksede op i den nærliggende by, Gloversville. Han tog bachelor- og magistergraderne og fik også sin doktorgrad ved University of Arizona, som han gik på fra 1967 til 1979.

## Karriere
Russo var ansat som lærer ved institut for engelsk på Southern Illinois University Carbondale, da hans første roman, Mohawk, udkom i 1986. En stor del af hans arbejde har været halvvejs selvbiografisk med oplevelser lige fra barndommen i den landlige del af staten New York til undervisningen i litteratur ved Colby College (som han nu har forladt). Han bor og arbejder nu i Camden, Maine, USA.
Russos roman fra 2001, Empire Falls, blev i 2002 tildelt Pulitzerprisen. Han har skrevet seks andre romaner og udgivet en novellesamling. Russo samarbejdede i 1998 med instruktøren Robert Benton om filmen Twilight, og Benton tilpassede og instruerede også Russos Nobody's Fool til filmen af samme navn fra 1994 med Paul Newman i hovedrollen. Russo skrev drejebogen til HBOs udgave af miniserien Empire Falls, til filmen Ice Harvest fra 2005 samt Niall Johnsons film Keeping Mum med Rowan Atkinson.

## Eksterne links
- En lydoptagelse af Russos læsning af et kapitel fra That Old Cape Magic Arkiveret 18. maj 2011 hos  Wayback Machine (engelsk)
- Richard Russo på Internet Movie Database (engelsk)
- Richard Russo på Filmdatabasen
- Richard Russo på Scope
- Richard Russo på Svensk Filmdatabas (svensk)
- Richard Russo på AlloCiné (fransk)
- Richard Russo på AllMovie (engelsk)
- Richard Russo på The Movie Database (engelsk)